# Filipa Azevedo
Filipa de Magalhães Daniela Azevedo (ur. 31 lipca 1991 w Gondomarze) – portugalska piosenkarka mieszkająca w Wielkiej Brytanii.

## Życiorys
W 2007 zwyciężyła w telewizyjnym programie typu talent show Familia Superstar, po czym wystąpiła gościnnie w kilku programach telewizyjnych oraz przeprowadziła się także do Londynu, gdzie rozpoczęła studia techniki wokalnej i produkcji muzycznej. W 2009 wydała swój debiutancki album, zatytułowany po prostu Filipa Azevedo. W 2010 z utworem „Há dias assim” zwyciężyła w finale Festival da Canção, a jako reprezentantka Portugalii w 55. Konkursie Piosenki Eurowizji w Oslo zajęła 18. miejsce w finale. Jesienią 2015 dotarła do ćwierćfinału trzeciej edycji programu The Voice Portugal.

## Dyskografia
Albumy studyjne
- Filipa Azevedo (2009)